# Amorphophallus antsingyensis
Amorphophallus antsingyensis — клубневое травянистое растение, вид рода Аморфофаллус (Amorphophallus) семейства Ароидные (Araceae).

## Ботаническое описание
Клубень сильно сжатый, дискообразный или сжато-шаровидный, 4—12 см в диаметре, 3—7 см высотой, белый, развивает каждый сезон длинные корневищные побеги.

### Листья
Лист единичный, развивается после цветения.
Черешок 28—80 см длиной и 0,5—3 см в диаметре, гладкий, бледно-зеленый.
Листовая пластинка 28—100 см в диаметре, центральная Жилка в отдалённых от центра частях  заметно крылатая. Листочки от овальных до овально-ланцетовидных, 2—23 см длиной, 1—5 см шириной, длинно-заострённые, немного кожистые, сверху глянцевые, ярко-серо-зелёные, снизу глянцевые, бледно-зелёные.

### Соцветие и цветки
Соцветие развивается перед листом, единичное. Цветоножка 20—83 см длиной, 0,6—1,3 см в диаметре, гладкая, бледно-зелёная.
Покрывало вертикальное, ланцетовидное, 10—25 см длиной, 3—8,5 см шириной, острое на вершине, трубка и пластинка плохо дифференцированы, пластинка узкая, в верхней части немного искривлена; снаружи бледно-зелёная; внутри беловато-зелёная; у основания снаружи зелёная, внутри бледно-зелёная, в самом низу зелёная и мелко-ребристая, рёбра ветвистые.
Початок на полуножке, короче покрывала, 9—14 см длиной. Женская зона цилиндрическая, 1—1,3 см длиной, 0,8—1,1 см в диаметре, цветки частично скученные, частично немного расставленные. Мужская зона цилиндрическая, к вершине слегка коническая, 1,8—3,3 см длиной, 0,7—1 см в диаметре, цветки скученные. Придаток цилиндрический, 7—9 см длиной, 0,5—0,8 см в диаметре, тупой, цвета слоновой кости со слабым зеленоватым оттенком, мелкоморщинистый у основания, испускаяет кислый запах.
Завязь от шаровидной до слегка полушаровидной, 2—2,5 мм в диаметре, постепенно сужается к столбику (весь пестик пирамидальный), глянцевая, бледно-зелёная, округлая или нерегулярно угловатая в поперечном сечении, двухгнёздная, иногда одногнёздная; столбик 0,5 мм длиной, 1,1 мм в диаметре, конический в основании, тёмно-зелёный; рыльце сжатое, тонкое, округлое в поперечном сечении, 1—2 мм в диаметре, 0,3—0,5 мм высотой, с мелким центральным углублением, мелко и плотно шероховатое, грязно-беловатое.
Мужские цветки состоят из 2—3 тычинок (верхние цветки). Тычинки около 1,2—2 мм длиной; нити 0,2—1 мм длиной, в основании сросшиеся; пыльники прямоугольные в поперечном сечении, около 1,5—2,5 мм в диаметре, усечённые, цвета слоновой кости, с фиолетовой и зелёной пигментацией; связник широкий и сжатый; поры удлинённые, верхушечные.
Цветёт в сезон дождей.

### Плоды
Соплодие 60—70 см длиной, с сохранёнными остатками высохшего покрывала или без них; плодоносящая часть цилиндрическая, 3—6 см длиной, 2—4 см в диаметре. Ягоды 1—2-семянные, шаровидные, 1—1,5 см в диаметре, незрелые зелёные, при созревании желтеют, затем  краснеют.
Семена удлинённо-яйцевидные, около 7 мм длиной, 3—4 мм в диаметре.
Плодоносит в ноябре-декабре.
Число хромосом 2n=26.

## Распространение
Встречается на Западном Мадагаскаре. Эндемик.
Растёт на известняковых скалах, в карстовых областях, называемых на Мадагаскаре «цинжи», в первичных и вторичных лесах, на высоте 100—600 м над уровнем моря.